# Triturus ivanbureschi
Triturus ivanbureschi – gatunek płaza ogoniastego z rodziny salamandrowatych występujący w południowo-wschodniej części Półwyspu Bałkańskiego oraz w północno-zachodniej Turcji. Z wyglądu jest identyczny jak blisko spokrewniona traszka Karelina (T. karelinii). Gatunek ten obecnie nie posiada kategorii zagrożenia IUCN, przewiduje się natomiast, że zagrażać mu może np. fragmentacja i utrata siedlisk.

## Etymologia
Gatunek nazwany na cześć bułgarskiego zoologa Iwana Buresza.

## Pozycjataksonomiczna
Gatunek ten został w 2013 roku wyodrębniony z taksonu Triturus karelinii sensu lato w związku ze znaczącymi różnicami w DNA jądrowym i mitochondrialnym oraz z brakiem przepływu genów. W 2016 roku dla populacji T. ivanbureschi z północnej Anatolii utworzony został osobny gatunek Triturus anatolicus.

## Wygląd
Z wyglądu identyczny jak traszka Karelina, a te dwa gatunki można rozróżnić jedynie wykorzystując mitochondrialny DNA. T. ivanbureschi dorasta do 87,5 – 109,5 mm (samce, wraz z ogonem) i 96,0 – 122,5 mm (samice). Głowa dłuższa niż szersza. Skóra na grzbiecie, bokach ciała i gardle szorstka, a na ogonie i brzuchu gładka. Ogon spłaszczony bocznie z widoczną płetwą grzbietową i mniej wyraźnie zaznaczoną płetwą brzuszną. Grzbiet i boki ciała ciemnobrązowe (prawie czarne), brzuch i gardło są z kolei jasnopomarańczowe i pokryte są czarnymi kropkami.

## Zasięg występowania i siedlisko
T. ivanbureschi występuje w południowo-wschodnich Bałkanach w prawie całej Bułgarii, wschodniej Grecji, europejskiej części Turcji oraz w Serbii i Macedonii Północnej. Ponadto, spotykany jest w północno-zachodniej azjatyckiej części Turcji wzdłuż wybrzeża Morza Egejskiego oraz zachodniego i środkowego wybrzeża Morza Marmara. Gatunek ten występuje zazwyczaj na wysokościach 857–1700 m n.p.m. W azjatyckiej części Turcji dochodzi do krzyżowania z T. anatolicus, a w Serbii z Triturus macedonicus. T. ivanbureschi zasiedla głównie stawy charakteryzujące się występowaniem bujnej roślinności w ich okolicach.

## Rozmnażanie
Okres godowy trwa od marca do lipca. Samice składają jaja pojedynczo i obwijają je wokół podwodnej roślinności. Występuje rozwój złożony. Larwy wykluwają się około 16 dni po zapłodnieniu jaj, a po 88 dniach dochodzi do przeobrażenia.

## Zagrożenia i ochrona
Gatunek ten nie posiada obecnie kategorii zagrożenia IUCN (stan na 29.05.2023). Przewiduje się natomiast, że zagrażać mu może fragmentacja i utrata siedlisk, zmiany klimatu oraz hybrydyzacja ze spokrewnionymi T. anatolicus i T. macedonicus. Gatunek ten występuje na kilku obszarach chronionych.